# William Brandon

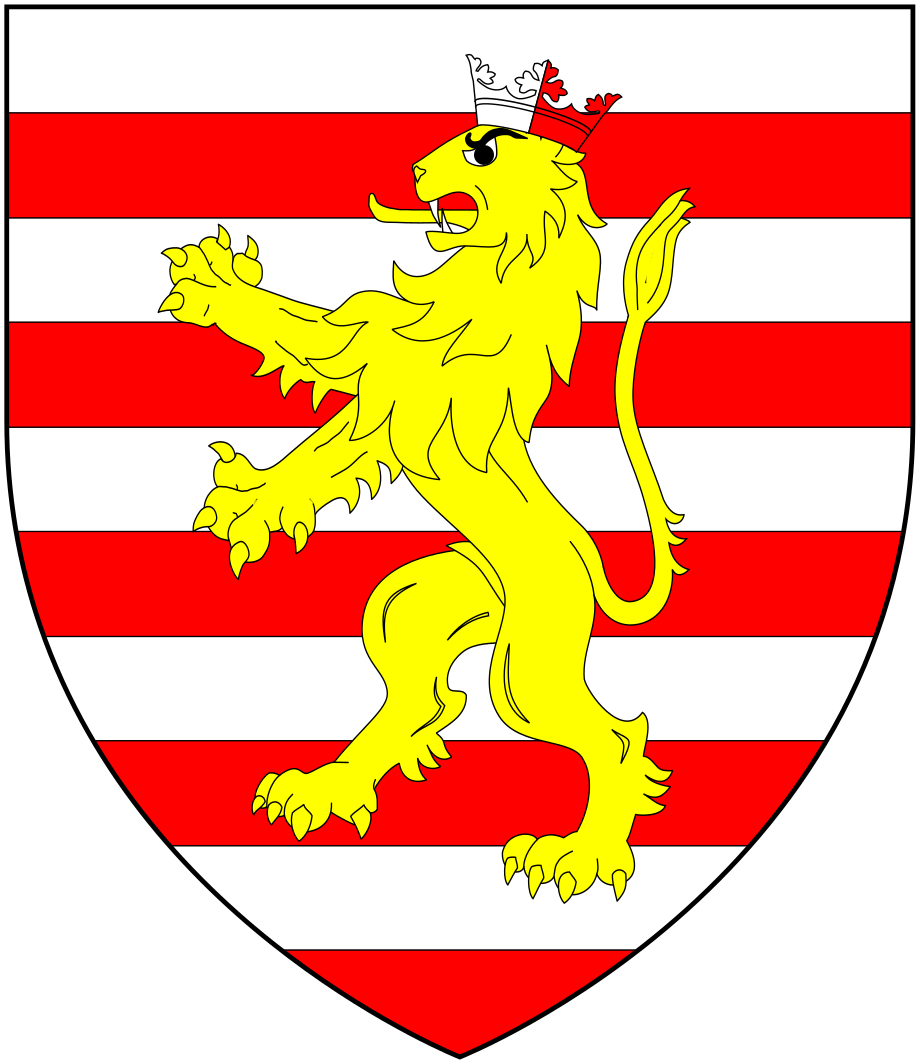
Escudo de armas.

William Brandon (1456-†1485) fue el abanderado de Enrique Tudor (futuro Enrique VII) durante la Batalla de Bosworth, en la que falleció a manos del propio Ricardo III, que sentenció la Guerra de las Dos Rosas y que permitió la llevada de una nueva dinastía a Inglaterra, los Tudor. Es el padre de Charles Brandon, 1º Duque de Suffolk.
Sus padres eran Sir William Brandon de Wangford, Suffolk (muerto en 1491), que sirvió como mariscal de la prisión de Marshalsea.